# São Clemente de Silvares
São Clemente de Silvares is een plaats (freguesia) in de Portugese gemeente Fafe en telt 551 inwoners (2001).

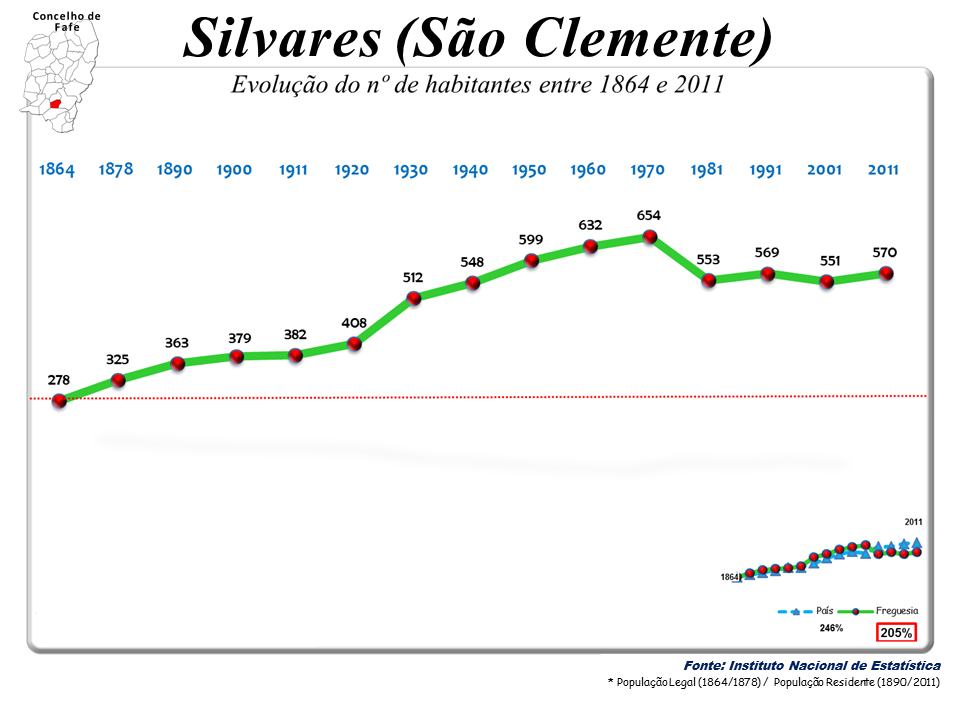
Bevolkingsontwikkeling tussen 1864 en 2011